# Erwin Casmir
Erwin Casmir, né le 2 décembre 1895 à Berlin-Spandau et mort le 19 avril 1982 à Francfort-sur-le-Main, est un escrimeur allemand pratiquant le fleuret et le sabre.

## Biographie
Erwin suit la carrière de Gustav Casmir, à treize ans il se lance dans l'escrime. Il représente l'Allemagne à trois Jeux olympiques. 

## Jeux olympiques
Erwin Casmir remporte une médaille d'argent en fleuret individuel aux Jeux olympiques d'été de 1928 à Amsterdam.
Il remporte avec l'équipe allemande de fleuret et de sabre les médailles de bronze aux Jeux olympiques d'été de 1936 à Berlin.

## Palmarès
- Jeux olympiques d'été
  -  Médaille d'argent en individuel (fleuret) aux Jeux olympiques d'été de 1928 à Amsterdam
  -  Médaille de bronze par équipes (sabre) aux 1936 à Berlin
  -  Médaille de bronze par équipes (fleuret) aux Jeux olympiques d'été de 1936 à Berlin